# Ayuntamiento de Segovia
El Ayuntamiento de Segovia es la institución que se encarga del gobierno de la ciudad y el municipio de Segovia, capital de la Comunidad de Ciudad y Tierra de Segovia y la provincia de Segovia, (Castilla y León, España).
El consistorio está presidido por el alcalde de Segovia, que desde 1979 es elegido democráticamente por sufragio universal. 
Actualmente ostenta dicho cargo José Mazarías, del Partido Popular, tras su victoria en las elecciones municipales de 2023 frente a la anterior alcaldesa Clara Martín, del Partido Socialista Obrero Español, quien ocupaba el cargo desde 2022 cuando la alcaldesa Clara Luquero dimitió por motivos personales, que ostentaba el cargo desde 2014, año en el que Pedro Arahuetes dimitió. Anteriormente este había ocupado el cargo desde 2003, arrebatándole así la alcaldía a José Antonio López Arranz, del CDS que gobernaba en coalición con el Partido Popular, quien gobernaba en coalición con UC-CDS.

## Alcaldes

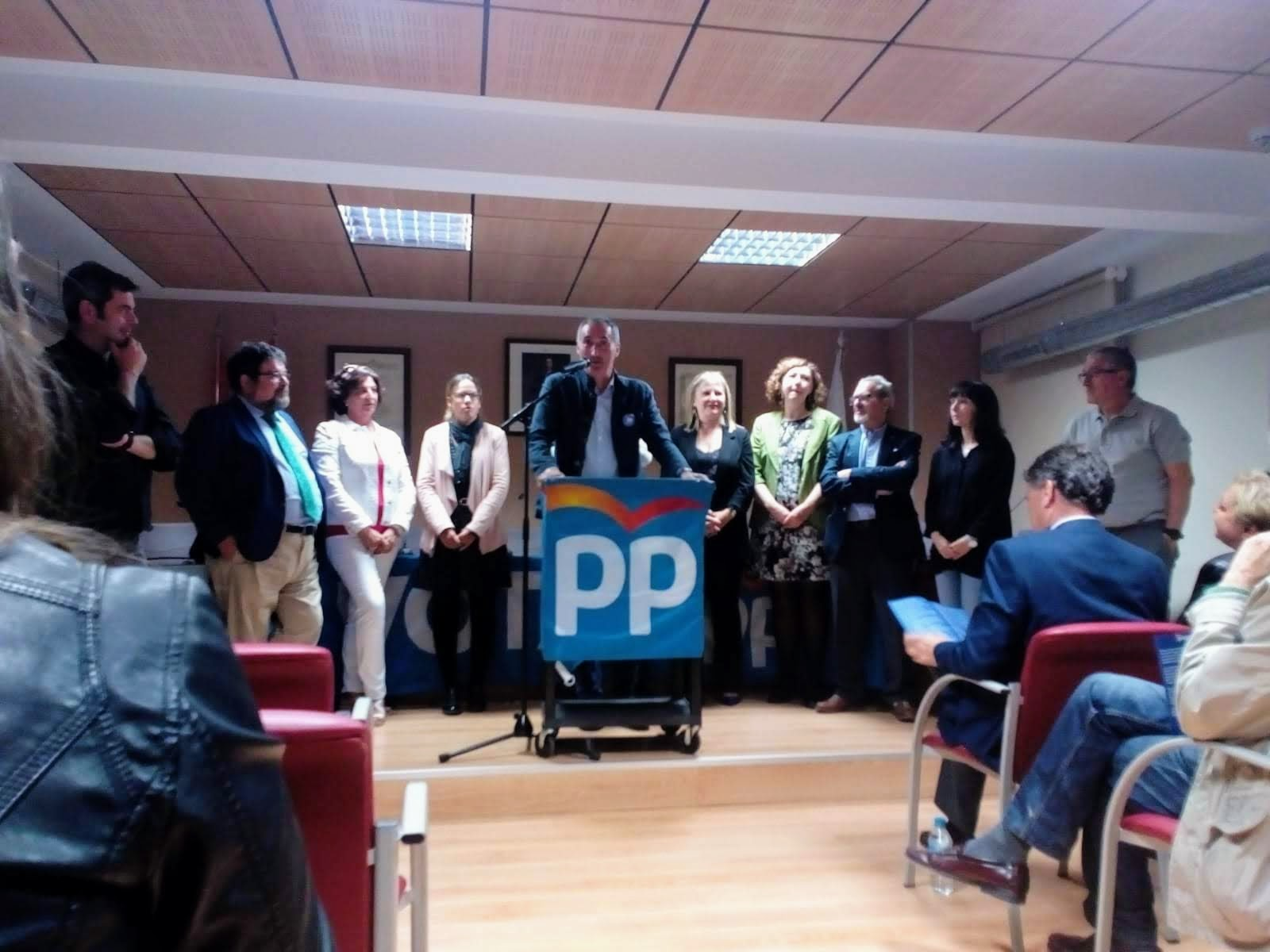
José Mazarías, alcalde desde 2023

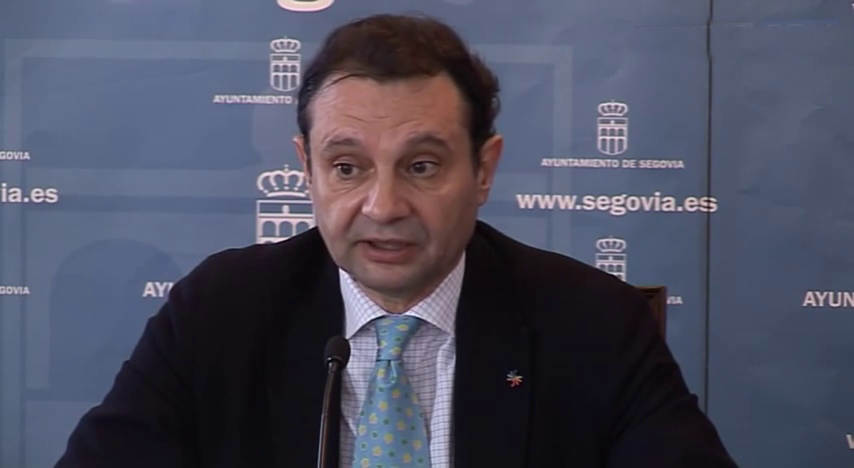
Pedro Arahuetes, el alcalde que más tiempo ha ocupado el cargo durante la etapa democrática (2003-2014)

| Periodo   | Nombre | Partido                                                                     |
| --------- | --- | --------------------------------------------------------------------------- |
| 1979-1983 | José Antonio López Arranz                                                                                              | Unión de Centro Democrático (UCD)                                           |
| 1983-1987 | Miguel Ángel Trapero García (1983-septiembre de 1986) Emilio Zamarriego (septiembre de 1986-junio de 1987)             | Partido Socialista Obrero Español (PSOE) Alianza Popular (AP)               |
| 1987-1991 | Luciano Sánchez Reus (junio de 1987-abril de 1989) Julio Navajo (abril de 1989) Antonio Perteguer (abril de 1989-1991) | Centro Democrático y Social (CDS)                                           |
| 1991-1995 | Ramón Escobar Santiago                                                                                                 | Partido Popular (PP)                                                        |
| 1995-1999 | Ramón Escobar Santiago                                                                                                 | Partido Popular (PP)                                                        |
| 1999-2003 | José Antonio López Arranz                                                                                              | Unión Centrista (UC) Centro Democrático y Social (CDS) Partido Popular (PP) |
| 2003-2007 | Pedro Frutos Arahuetes García                                                                                          | Partido Socialista Obrero Español (PSOE)                                    |
| 2007-2011 | Pedro Frutos Arahuetes García                                                                                          | Partido Socialista Obrero Español (PSOE)                                    |
| 2011-2015 | Pedro Frutos Arahuetes García (hasta 2014) Clara Luquero                                                               | Partido Socialista Obrero Español (PSOE)                                    |
| 2015-2019 | Clara Luquero | Partido Socialista Obrero Español (PSOE)                                    |
| 2019-2023 | Clara Luquero Clara Martín                                                                                             | Partido Socialista Obrero Español (PSOE)                                    |
| 2023-act. | José Mazarías | Partido Popular (PP)                                                        |

## Evolución de la deuda viva municipal
El concepto de deuda viva contempla solo las deudas con cajas y bancos relativas a créditos financieros, valores de renta fija y préstamos o créditos transferidos a terceros, excluyéndose, por tanto, la deuda comercial. La deuda viva municipal por habitante al final de 2021 ascendía a 24 858 €.
| Gráfica de evolución de la deuda viva del Ayuntamiento entre 2008 y 2021                                         |
| |
| Deuda viva del Ayuntamiento de Segovia, en miles de euros, según datos del Ministerio de Hacienda y Ad. Públicas |

## Pleno
| Partido político | Partido político                                                    | 2023   | 2019   | 2015   | 2011   | 2007   | 2003   | 1999   | 1995   | 1991   | 1987   | 1983   | 1979   |
| Partido político | Partido político                                                    | Ediles | Ediles | Ediles | Ediles | Ediles | Ediles | Ediles | Ediles | Ediles | Ediles | Ediles | Ediles |
|                  | Partido Popular (PP)-Alianza Popular (AP)                           | 9      | 8      | 12     | 12     | 12     | 12     | 12     | 15     | 11     | 6      | 10     | –      |
|                  | Partido Socialista Obrero Español (PSOE)                            | 7      | 10     | 12     | 12     | 13     | 11     | 7      | 6      | 9      | 8      | 10     | 7      |
|                  | Vox                                                                 | 2      | 0      | 0      | —      | —      | –      | –      | –      | –      | –      | –      | –      |
|                  | Izquierda Unida (IU)-Partido Comunista de España (PCE)              | 2      | 2      | 1      | 1      | 0      | 2      | 4      | 4      | 2      | 2      | 0      | 1      |
|                  | Podemos-Equo-Segovia en Común                                       | 1      | 1      | 0      | —      | —      | –      | –      | –      | –      | –      | –      | –      |
|                  | Ciudadanos (CS)                                                     | 1      | 2      | 3      | —      | —      | –      | –      | –      | –      | –      | –      | –      |
|                  | Centrados-Unión Progreso y Democracia (UPyD)                        | —      | 0      | 0      | 2      | —      | –      | –      | –      | –      | –      | –      | –      |
|                  | Centro Democrático y Social (CDS)-Unión de Centro Democrático (UCD) | –      | –      | –      | –      | –      | 0      | 2      | –      | 3      | 7      | 2      | 13     |
|                  | Partido Demócrata Popular (PDP)                                     | –      | –      | –      | –      | –      | –      | –      | –      | –      | 2      | –      | –      |
|                  | Independientes                                                      | –      | –      | –      | –      | –      | –      | –      | –      | –      | –      | 2      | –      |
|                  | Partido Demócrata Liberal (PDL)                                     | –      | –      | –      | –      | –      | –      | –      | –      | –      | –      | 1      | –      |

## Resultados electorales
| Partido político                                                    | 2023  | 2023  | 2023       | 2019  | 2019  | 2019       | 2015  | 2015   | 2015       | 2011  | 2011   | 2011       | 2007  | 2007   | 2007       | 2003  | 2003   | 2003       | 1999  | 1999   | 1999       | 1995  | 1995   | 1995       | 1991  | 1991   | 1991       | 1987  | 1987  | 1987       | 1983  | 1983  | 1983       | 1979  | 1979   | 1979       |
| Partido político                                                    | %     | Votos | Concejales | %     | Votos | Concejales | %     | Votos  | Concejales | %     | Votos  | Concejales | %     | Votos  | Concejales | %     | Votos  | Concejales | %     | Votos  | Concejales | %     | Votos  | Concejales | %     | Votos  | Concejales | %     | Votos | Concejales | %     | Votos | Concejales | %     | Votos  | Concejales |
| Partido Popular (PP)-Alianza Popular (AP)                           | 31,48 | 8434  | 9          | 24,29 | 7672  | 8          | 42,63 | 12 116 | 12         | 43,07 | 12 666 | 12         | 44,57 | 11 071 | 12         | 39,75 | 12 160 | 12         | 41,19 | 11 260 | 12         | 52,74 | 15 815 | 15         | 40,91 | 10 163 | 11         | 22,40 | 6274  | 6          | 35,53 | 8889  | 10         | –     | –      | –          |
| Partido Socialista Obrero Español (PSOE)                            | 26,72 | 6636  | 7          | 33,29 | 8919  | 10         | 40,03 | 10 502 | 12         | 42,25 | 12 007 | 12         | 44,49 | 13 082 | 13         | 36,47 | 11 156 | 11         | 26,40 | 7218   | 7          | 22,40 | 6717   | 6          | 31,53 | 7834   | 9          | 29,15 | 8164  | 8          | 37,45 | 9368  | 10         | 32,83 | 6956   | 7          |
| Vox                                                                 | 8,87  | 2203  | 2          | 4,83  | 1295  | 0          | 1,11  | 292    | 0          | —     | —      | —          | —     | —      | —          | –     | –      | –          | –     | –      | –          | –     | –      | –          | –     | –      | –          | –     | –     | –          | –     | –     | –          | –     | –      | –          |
| Izquierda Unida (IU)-Partido Comunista de España (PCE)              | 7,66  | 1904  | 2          | 7,39  | 1979  | 2          | 5,26  | 1380   | 1          | 5,53  | 1572   | 1          | 4,21  | 1237   | 0          | 7,54  | 2308   | 2          | 13,99 | 3824   | 4          | 15,63 | 4687   | 4          | 10,47 | 2600   | 2          | 9,84  | 2756  | 2          | 4,09  | 1024  | 0          | 7,36  | 1560   | 1          |
| Podemos-Equo-Segovia en Común                                       | 5,48  | 1362  | 1          | 5,17  | 1386  | 1          | 3,13  | 820    | 0          | —     | —      | —          | —     | —      | —          | –     | –      | –          | –     | –      | –          | –     | –      | –          | –     | –      | –          | –     | –     | –          | –     | –     | –          | –     | –      | –          |
| Ciudadanos (CS)                                                     | 5,39  | 1341  | 1          | 7,22  | 1894  | 2          | 13,08 | 3503   | 3          | —     | —      | —          | —     | —      | —          | –     | –      | –          | –     | –      | –          | –     | –      | –          | –     | –      | –          | –     | –     | –          | –     | –     | –          | –     | –      | –          |
| Centrados-Unión Progreso y Democracia (UPyD)                        | —     | —     | —          | 3,64  | 974   | 0          | 4,76  | 1353   | 0          | 6,63  | 1740   | 2          | —     | —      | —          | –     | –      | –          | –     | –      | –          | –     | –      | –          | –     | –      | –          | –     | –     | –          | –     | –     | –          | –     | –      | –          |
| Centro Democrático y Social (CDS)-Unión de Centro Democrático (UCD) | –     | –     | –          | –     | –     | –          | –     | –      | –          | –     | –      | –          | –     | –      | –          | 2,82  | 862    | 0          | 7,33  | 2005   | 2          | –     | –      | –          | 10,75 | 2671   | 3          | 25,51 | 7144  | 7          | 8,83  | 2210  | 2          | 57,46 | 12 176 | 13         |
| Partido Demócrata Popular (PDP)                                     | –     | –     | –          | –     | –     | –          | –     | –      | –          | –     | –      | –          | –     | –      | –          | –     | –      | –          | –     | –      | –          | –     | –      | –          | –     | –      | –          | 10,54 | 2951  | 2          | –     | –     | –          | –     | –      | –          |
| Independientes                                                      | –     | –     | –          | –     | –     | –          | –     | –      | –          | –     | –      | –          | –     | –      | –          | –     | –      | –          | –     | –      | –          | –     | –      | –          | –     | –      | –          | –     | –     | –          | 8,45  | 2115  | 2          | –     | –      | –          |
| Partido Demócrata Liberal (PDL)                                     | –     | –     | –          | –     | –     | –          | –     | –      | –          | –     | –      | –          | –     | –      | –          | –     | –      | –          | –     | –      | –          | –     | –      | –          | –     | –      | –          | –     | –     | –          | 5,63  | 1409  | 1          | –     | –      | –          |